# دارين بار
دارين بار (بالإنجليزية: Darren Barr)‏ هو لاعب كرة قدم بريطاني، ولد في 17 مارس 1985 في غلاسكو في المملكة المتحدة. شارك مع منتخب اسكتلندا الثانوي لكرة القدم ‏ ومنتخب اسكتلندا لكرة القدم. أما مع النوادي، فقد لعب مع نادي دمبرتون ونادي روس كاونتي ونادي فالكيرك ونادي كيلمارنوك وهارت أوف ميدلوثيان.

## وصلات خارجية
- دارين بار على موقع الاتحاد الأوربي (الإنجليزية)
- دارين بار على موقع قاعدة بيانات كرة القدم.إي يو (الإنجليزية)
- دارين بار على موقع ناشيونال فوتبول تيمز (الإنجليزية)
- دارين بار على موقع Soccerbase.com (لاعب) (الإنجليزية)
- دارين بار على موقع Soccerway.com (الإنجليزية)
- دارين بار على موقع عالم كرة القدم.نت (الإنجليزية)